# CCA北九州
CCA北九州（Center for Contemporary Art Kitakyushu）は、北九州市若松区に存在した現代美術のアートセンター。正式名称は現代美術センター・CCA北九州。

## 概要
国内初の現代美術専門の公的な研究・学習機関として1997年（平成9年）5月、統合により廃校になった小学校跡に北九州市の助成により設立された非営利の機関であった。かつての小学校の体育館を利用してギャラリーにしていたが、2015年（平成27年）9月、若松区ひびきの学術研究都市に移転。展覧会は市民も無料で観覧する事ができた。2021年（令和3年）12月末をもって活動を終了し、閉館した。

## 歴史
鉄の街として栄えた八幡は工場の移転に伴い活気を失いつつあった。そこで北九州市は八幡を元気付けるために鉄を使ったアートによる町おこしを考え、イギリスの芸術家であるフィリップ・キング（Phillip King　英語版）らを招聘して1987年（昭和62年）に「国際鉄鋼彫刻シンポジウムYAHATA’87」を開催した。
市民はせっかくの八幡とアートの縁を生かそうと考え、シンポジウムのディレクターであった中村信夫を中心に「現代美術ソサエティ北九州」（CASK）を組織し、1989年（平成元年）に「現代美術サマーセミナーIN北九州」を開催した。このセミナーは、現代美術の世界的なアーティストや美術関係者を講師に招き全国の大学院生が学習するもので、1995年（平成7年）まで毎年夏に一週間開かれていた。その後常設の機関を設置しようという事になり、官民の支援を受けて、廃校になった尾倉小学校の敷地にCCAが設立された。

## 活動

### リサーチ・プログラム
世界で活躍する現代美術のアーティストや各分野の専門家を教授として招き、若手アーティストとキュレーター（美術館の人）が学習を行うもので、生徒は9月から翌3月までの7ヶ月の間北九州の寮に滞在する。教授、生徒には外国人も多い為、基本的に授業は英語で行われ、職員も多くが外国語に通じている。

教育は2段階に分かれている。
- 全体的な活動

生徒はみんなこのセミナーに参加する。アーティストや美術関係者、諸分野の専門家を迎えて、レクチャー、ディスカッション、ワークショップ等を行う。
- 個別活動

アーティストは個別のスタジオが与えられ、教授のアドバイスを受けながら制作活動に専念する。キュレーターには共同研究室が提供され、教授の展覧会やアーティスト・ブックの制作等の活動に参加していく。プログラム修了前の3月には、アーティストは修了展、キュレーターは企画展を行う。これらの展覧会は市民も無料で見る事ができる。

### 共同プロジェクト
CCAの研究機関としての活動の中心である。CCAギャラリーでの教授の展覧会、アーティスト・ブックの制作などを行う。展覧会は市民も無料で見る事ができる。

### 現代美術ライブラリー
専門ライブラリーの運営。CCAには1万点以上の資料があり、生徒や美術関係者が利用するほか、市民も利用できる。

### 地域との活動
市民の絵画（現代美術に限らない）を展示したり、市民向けの美術講座を開催している。

### その他
2012年に、メイリオなどを手掛けた活字デザイナーの河野英一と共同で欧文フォント「CCA Art Sans」を開発した。CCA Art SansはOpenType形式のフォントで、Windows XPのほか、Windows Vista、7、Mac OS X 10.2以降のOSに対応しており、無料で使用可能である。
元々は12月に公開される予定であったが、「AXIS」や「アイデア」といったデザイン誌で取り上げられ、好評であった事から公開が前倒しされ11月8日に公開された。